# 1113

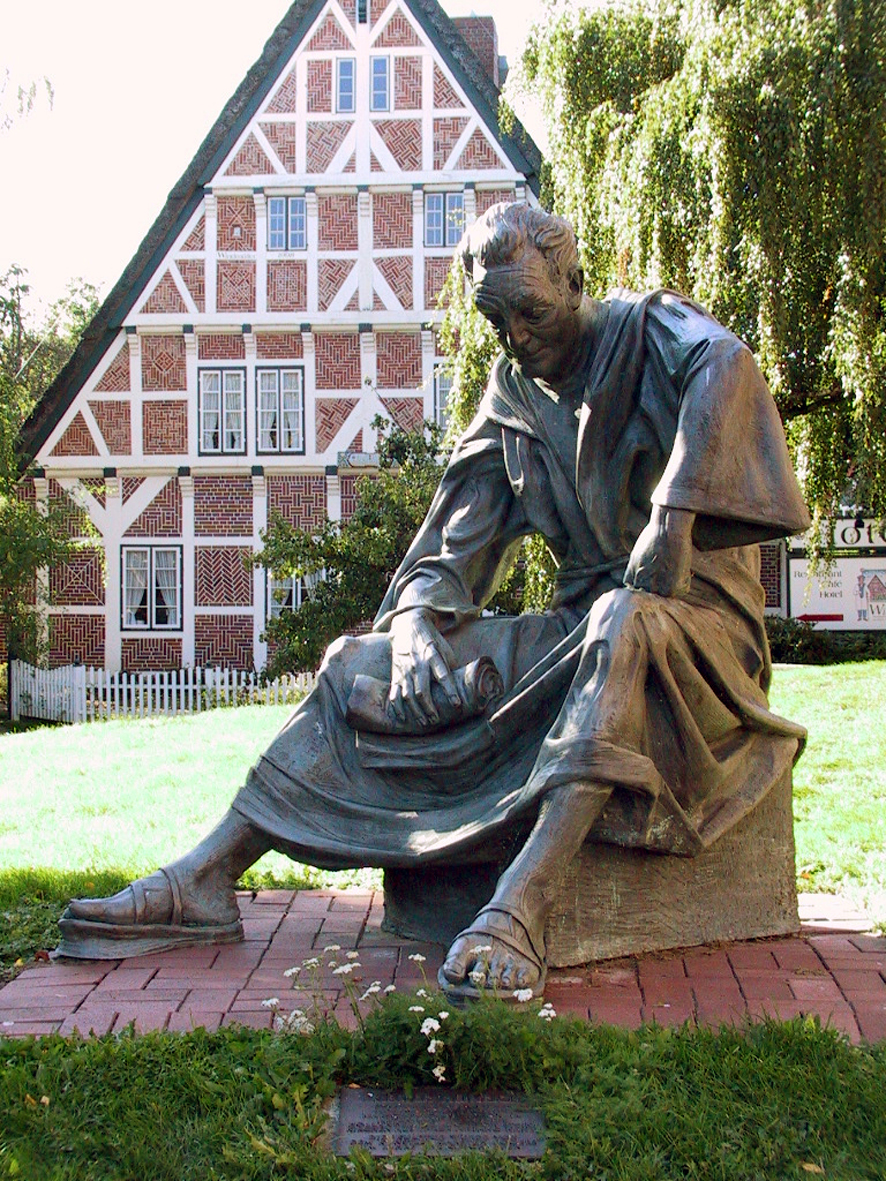
Priester Hendrik

Het jaar 1113 is het 13e jaar in de 12e eeuw volgens de christelijke jaartelling.

## Gebeurtenissen
- De hospitaalbroeders in Jeruzalem maken zich los van de Benedictijnen en stichten hun eigen orde, de Orde van Sint-Jan-van-Jeruzalem, erkend door paus Paschalis II.
- De Cisterciënzers stichten hun eerste dochterabdij, La Ferté.
- Aartsbisschop Frederik I van Bremen sluit een contract met een groep Nederlandse kolonisten geleid door priester Hendrik om het Altes Land ten zuidwesten van Hamburg te ontginnen.
- Voor het eerst genoemd: Prievidza, Zlaté Moravce

## Opvolging
- Bigorre: Bernard III opgevolgd door zijn broer Centullus II
- Brno: Oldřich opgevolgd door Soběslav
- Chalon: Gwijde van Thiers opgevolgd door zijn zoon Willem I
- Khmer-Rijk: Suryavarman II in opvolging van Dharanindravarman I
- Kievse Rijk: Svjatopolk II opgevolgd door Vladimir Monomach
- Paltsgraafschap aan de Rijn: Siegfried I van Weimar-Orlamünde opgevolgd door Godfried van Calw
- Weimar-Orlamünde: Siegfried I opgevolgd door zijn zoon Siegfried II
- Zutphen: Otto II opgevolgd door zijn zoon Hendrik I

## Geboren
- 11 januari - Wang Chongyang, Chinees daoshi
- 24 augustus - Godfried V, graaf van Anjou, Maine en Tours, hertog van Normandië
- Ramon Berenguer IV, graaf van Barcelona, echtgenoot van Petronella van Aragon
- Stefan Nemanja, grootžupan van Servië (1167-1196)
- Jaufré Rudel, Frans troubadour (jaartal bij benadering)
- Jocelin II, graaf van Edessa (jaartal bij benadering)

## Overleden
- 9 maart - Siegfried van Ballenstedt (~38), paltsgraaf aan de Rijn en graaf van Weimar-Orlamünde
- 27 maart - Oldřich, hertog van Moravië-Brno
- 13 april - Ida van Verdun, Franse edelvrouw
- 16 april - Svjatopolk II (~62), grootvorst van Kiev (1093-1113)
- 19 juni - Odo van Doornik (~52), Lotharijns geleerde, bisschop van Doornik
- 3 augustus - Geertruida van Saksen (~80), echtgenote van Floris I van Holland en Robrecht I van Vlaanderen
- 10 december - Ridwan, vorst van Aleppo (1095-1113)
- Bernard III, graaf van Bigorre
- Otto II (~53), graaf van Zutphen
- Robert II van Bellême, Frans edelman
- Gwijde van Thiers, graaf van Chalon (jaartal bij benadering)